# 贝文主义

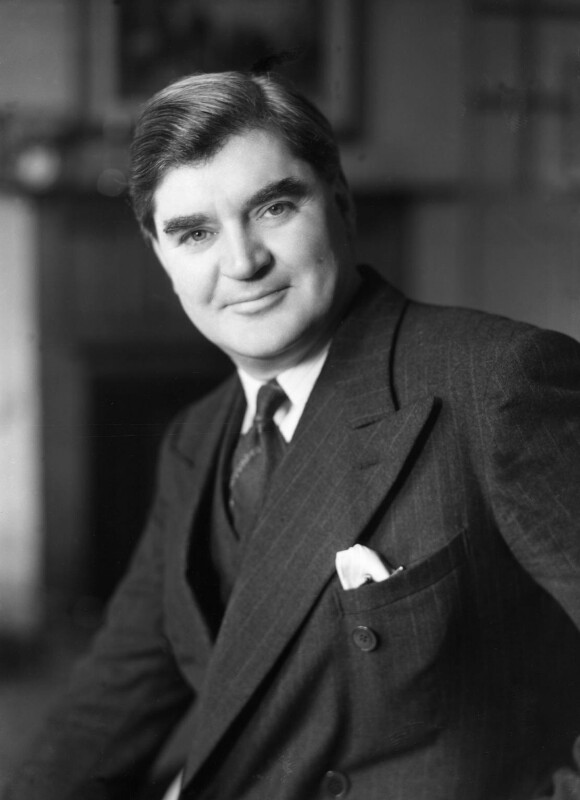
安奈林·贝文

贝文主义（英語：Bevanism）是1950年代后期英国工党左翼发起的一场政治运动，由安奈林·贝文领导，参与者包括理查德·克罗斯曼、迈克尔·富特和芭芭拉·卡斯尔等人。贝文主义受到党内中间派社会民主主义者——盖茨克尔派的反对。盖茨克尔派通常在议会党团内部的斗争中占据上风，而贝文主义在地方工党活动人士中更具影响力。后来，贝文主义者在核武器问题上发生分裂，在贝文于1960年去世后，这一运动逐渐消退。
贝文主义受到马克思主义的影响；贝文的传记作者、后来担任工党领袖的迈克尔·富特曾表示，贝文“对阶级斗争的信念始终未曾动摇”，同时也承认贝文并不是一个传统意义上的马克思主义者。尽管贝文公开表示受到卡尔·马克思的启发，但他并不明显支持无产阶级革命中的起义思想，而是认为革命取决于具体环境；他也未采纳许多共产党采用的典型组织模式。据埃德·鲍尔斯说，贝文及其支持者更倾向于一种激进但多元的民主社会主义理念，这一理念受到务实精神的调和，并强调实际操作。
贝文主义者的主要目标包括：主张国家掌控经济“主导地位”领域，仅在交换与分配层面实施必要的国有化，而非全面征收私有财产。他们致力于建立“从摇篮到坟墓”的免费福利体系，包括医疗、教育与住房保障，实现充分就业。在政策上，贝文主义支持钢铁工业国有化，反对教条主义，倡导开放的民主社会主义立场，重视艺术与文化发展。他们坚决维护二战后的社会成果，反对收入审查和在军费上升背景下推行处方药收费。此外，贝文主义强调党内言论自由，对美国外交政策持怀疑态度，特别反对《东南亚条约组织》和西德重整军备。他们主张推进工业民主，赋予工人更多对国有企业的控制权，改善缺乏问责的治理结构。